# ミヒャエル・ベネディクト・フォン・ザクセン＝ヴァイマル＝アイゼナハ
ミヒャエル・ベネディクト・プリンツ・フォン・ザクセン＝ヴァイマル＝アイゼナハ（ドイツ語: Michael Benedikt Prinz von Sachsen-Weimar-Eisenach, 1946年11月15日 - ）は、ドイツの実業家。テューリンゲン地方の旧諸侯ザクセン大公家の家長（1988年 - ）。最後のザクセン大公ヴィルヘルム・エルンストの孫にあたる。ヴェッティン家の長嫡系子孫としてヴェッティン伯（ドイツ語: Graf von Wettin）を名乗ることがある。

## 経歴
ザクセン大公世子カール・アウグストとその妻のヴァンゲンハイム＝ヴィンターシュタイン女男爵エリーザベトの間に長男（第2子）として生まれた。亡命者だった両親や姉妹とともにヴァイカースハイム、テュービンゲン、フライブルクを転々としながら育った。1988年、父の死により大公家の家督を継いだ。
1948年、ソ連占領地域に入っていたテューリンゲン州政府は、1921年の協定によって割り当てられていた旧ザクセン大公家の私有財産を、正式な法的手続きを経ないまま没収した。1990年代末、ミヒャエル・ベネディクトはゲーテやシラーゆかりの旧所蔵物など、没収された資産の一部の返還を要求した。彼は財産法に基づく形で、1921年の協定で旧大公家に引き渡された不動産および文化財などの動産を対象として返還請求を行った。2004年、大公家側と州政府は平和的な和解を選択した。大公家側は全ての文化財に対する際限のない請求を取り下げ、独立法人文化施設協会（AsKI）に、かつて父祖が管理していた文化財を貸与する形を取ることを認めた。貸与に対する功労として2005年9月20日、ミヒャエル・ベネディクトは同協会からメセナ表彰を受けた。
ミヒャエル・ベネディクトはその後もテューリンゲン州、殊にヴァイマルにおける文化振興に大きな関心を持っている。現在は同州内に邸宅を構えて企業経営者となっており、所有する広大な森林を管理・運営している。また地元の自然景観・文化景観の保護活動も熱心に行う。風力発電機や送電鉄塔の乱立による景観破壊に反対しており、2005年以降国策として推進される再生可能エネルギーの安易な商業化を懐疑的な目で見ている。
私生活では、1970年6月9日にレナーテ・ヘンケル（Renate Henkel, 1947年 - ）と結婚したが1974年に離婚した。1980年11月15日にダグマル・ヘニングス（Dagmar Hennings, 1948年 - ）と再婚し、1女を儲けた。
- レオニー・メルツェデス・アウグスタ・ジルヴァ・エリーザベト・マルガレーテ（1986年 - ）

男子がないため、大公家の家督は従弟のヴィルヘルム・エルンスト（Wilhelm Ernst, 1946年 - ）とその息子ゲオルク・コンスタンティン（Georg Constantin, 1977年 - 2018年）に引き継がれると見られていたが、2018年6月にゲオルク・コンスタンティンが落馬事故で亡くなり子どももいなかったため、ザクセン＝ヴァイマル＝アイゼナハ家の男系は途絶える可能性がある。